# Сага о Хромунде Грипссоне
Hrómundar saga Gripssonar или сага о Хромунде Грипссоне, — исландская сага, описывающая вымышленные события времён, предшествовавших заселению Исландии. Оригинал саги утерян, до нашего времени она дошла в прозаическом пересказе рим о Хромунде Грипссоне, опубликованных в 1896 году.
В «Саге о Торгильсе и Хавлиди» упоминается, как на свадебном пиру, происходившем в 1119 г. на хуторе Рейкьяхолар, Хрольв со Скальмарнеса рассказал несколько саг, в том числе и эту. Также там говорится, что король Сверрир Сигурдссон, слушая эту сагу, замечал, что такие лживые саги (lygisögur) всего забавнее, хотя и есть люди, которые могут возвести свой род к Хромунду Грипссону.

## Сюжет
Сюжет саги основывается на похождениях Хромунда, сына Грипа и Гуннлод, дочери Хрока Чёрного. У него было восемь братьев, и из них всех Хромунд был самый выдающийся. Хромунд служил датскому королю Олафу и отличился в битве с Хронгвидом и его войском, в которой погибли братья короля.
Далее в саге следует обретение героем меча, принадлежавшего ранее королю-чародею Траину. Траин, будучи стар, похоронил себя заживо в могильном холме, взяв с собой свои сокровища и меч Мистелтейнн. Хромунд спускается в курган и сражается с Траином, ставшим живым мертвецом, драугром. После победы герой забирает меч, а также найденные в кургане кольцо и ожерелье себе, а остальные сокровища раздаёт товарищам.
Некоторое время Хромунд как прославленный воин находится при дворе, общается с прекрасной сестрой короля Сванхвит, но зависть придворных заставляет его и братьев вернуться к себе домой.
В Данию возвращается Хельги, брат побеждённого Хромундом Хронгвида, и объявляет войну королю Олафу. В битве гибнут братья Хромунда, но благодаря ошибке Хельги, Хромунд побеждает его. Далее в битве с одним из завистников-придворных, Хромунд теряет меч Мистелтейнн, роняя его в море, но, тем не менее, побеждает. Меч возвращается к нему позже, в брюхе пойманной им рыбы.
Сага заканчивается победой Хромунда над королём Швеции Хальдингом и женитьбой на сестре короля Олафа, прекрасной Сванхвит.